# Laura Favali
Laura Favali est une actrice, photographe et chanteuse française née le 22 juin 1970 à Cannes.

## Filmographie

### Cinéma

#### Longs métrages
- 1983 : Comédie exotique de Kitia Touré
- 1983 : Le destin de Juliette de Aline Issermann
- 1985 : Le Quatrième Pouvoir de Serge Leroy
- 1986 : Cours privé de Pierre Granier-Deferre : Une élève
- 1986 : On a volé Charlie Spencer! de Francis Huster
- 1986 : Attention bandits! de Claude Lelouch
- 1987 : Jaune revolver d'Olivier Langlois : Leslie Lauret
- 1990 : Potyautasok de Sándor Söth : Móni
- 1991 : Lune froide de Patrick Bouchitey et François Dupeyron : Nadine, la sœur de Dédé
- 1992 : Les Nuits fauves de Cyril Collard : Karine
- 1995 : Iron Horsemen de Gilles Charmant : Rhonda
- 1997 : Fred de Pierre Jolivet : Jeanne
- 1997 : Grève party de Fabien Onteniente : La manifestante
- 1998 : Mamirolle de Brigitte Coscas : Valérie
- 1998 : Lautrec de Roger Planchon : La Môme Crevette
- 1999 : Elle et lui au 14e étage de Sophie Blondy : Sabine
- 1999 : Chili con carne de Thomas Gilou : Laure
- 2000 : L'art (délicat) de la séduction de Richard Berry : Lola
- 2002 : Blessures de Franck Llopis
- 2012 : L'Étoile du jour de Sophie Blondy : Lilas
- 2015 : L'antiquaire de François Margolin : Une journaliste

#### Courts métrages
- 1983 : Voltes
- 1983 : Le saxo bleu de Hervé Nisic
- 1986 : Outremer de Marie de Laubier
- 1991 : Ti Tac dans Tac Tac de Emmanuel Carlier et Sylvia Goubern
- 1993 : Quand Fred rit de Corine Blue
- 1994 : X pour Xana de Dominic Gould
- 1994 : Les vampes de Brigitte Coscas
- 1994 : Le rhâdion de Jean-Pierre Biazotti
- 1994 : Le bouquet de Guy Perra
- 1996 : Hélium de Zoltan Mayer
- 1998 : Un dentiste exemplaire de Aurélia Alcaïs et Haydée Caillot = Alexandra
- 1998 : Mona, les chiens, le désir et la mort de Jean-François Perfetti = Mona
- 1998 : La photo de Marie-Hélène Mille
- 1998 : C'est le pays joyeux des enfants heureux de Marin B. Roversi
- 1999 : À cause d'Olivia... de Eric Assous
- 1999 : Le jour d'avant de Franck Llopis
- 1999 : En-vie de Marie-Paule Mayou
- 1999 : Didier R.A.S. de Nathalie Saugeon
- 2000 : Pierres et prières de Franck Llopis
- 2005 : Quelques instants avec vous de Marie-Hélène Mille = Laura
- 2005 : Star Stuff de Grégory Hervelin
- 2006 : Nous irons tous au bois de Jean-Pierre Delattre = Laura
- 2009 : Camille et Jamila de Souad Amidou = Camille
- 2016 : Que le ciel tombe de Rémi Bassaler = Christine

### Télévision
- 1986 :   (série Série noire) Lorfou de Daniel Duval = Marie
- 1988 :   (série Pause-café pause-tendresse) Les verres cassés de Charles Bitsch = Marie
- 1988 :   (série Crimes passionnels) Agathe de Jean-Pierre Prévost
- 1989 :   (série L'or du Diable) de Jean-Louis Fournier = Marie Denardaud
- 1989 :   (série Juliette en toutes lettres) de Gérard Marx = Juliette
- 1990 :   (série Le Lyonnais) Taggers de Cyril Collard = Célia Sanchez
- 1990 : De mémoire de Rose de Yves Amoureux = Joëlle
- 1991 :   (série Hitchhiker) Homecoming de Bruno Gantillon = Jeanne
- 1991 :   (série Hitchhiker) Offspringde et Robin Davis = Alice
- 1991 :   (série Screenplay) Clubland et Laura Sims = Sylvie Martens
- 1991 :   (série Commissaire Chabert ) Le tueur du Zodiaque de Bernard Villiot = Patricia Soler
- 1993 : Un soleil pour l'hiver de Laurent Carcéles = Leila
- 1994 :   (série L'Instit) L'angélus du corbeau de Laurent Heynemann = Lise
- 1995 : Double peine de Thomas Gilou = Karine
- 1996 : (série Huitième district) Meurtre d'une femme sans histoire de Gérard Marx
- 1996 :  (série Navarro ) Le parfum du danger de Nicolas Ribowski = Léa
- 1997 :  (série Commissaire Moulin) Lady in blue de Denis Amar = Claudia
- 1997 : Crime d'amour de Maurice Bunio = Christine Masson
- 1999 : (série Blague à part) Homme objet de François Greze = Olivia
- 1999 : (série Scénarios sur la drogue) Dernière année de Fred Journet et Bernard Shoukroun = Agnès
- 2000 : (série Mes pires potes) Faux coupables de Gérard Pullicino = Martine
- 2000 : (série H) Une histoire de fauteuil de Peter Kassovitz = Isabelle
- 2004 : (série Sous le soleil) A rebours de Franck Buchter = Docteur Zeyer
- 2004 : (série Sous le soleil) Musique au cœur de Pascal Heylbroeck = Docteur Zeyer
- 2004 : (série Sous le soleil) Soupçons de Pascal Heylbroeck = Docteur Zeyer
- 2004 : (série Sous le soleil) Trauma de Sylvie Ayme = Docteur Zeyer
- 2004 : (série Sous le soleil) La liberté d'aimer de Sylvie Ayme = Docteur Zeyer
- 2005 : (série Sous le soleil) Lune de sang de Sylvie Ayme = Docteur Zeyer
- 2005 : (série Sous le soleil) Disque d'or de Sylvie Ayme = Docteur Zeyer
- 2008 : Rien dans les poches de Marion Vernoux
- 2012 : (série Le Jour où tout a basculé) L'adultère de mon mari m'a fait sombrer de Thierry Esteves Pinto = Sylvia

## Théâtre
- 1991 : Trilogie marseillaise  de Marcel Pagnol, mise en scène de Jean-Luc Tardieu : Fanny
- 1996 : Grande école de Jean-Marie Besset, mise en scène de Patrice Kerbrat : Agnès
- 2002 : La souricière d'Agatha Christie, mise en scène de Gérard Moulevrier : Miss Casewell